# Afrobeata
Afrobeata Caporiacco, 1941 è un genere di ragni appartenente alla famiglia Salticidae.

## Etimologia
Il nome è composto dal prefisso afro-, che ne indica l'origine africana e il genere Beata con cui condivide varie caratteristiche anatomiche.

## Distribuzione
Delle tre specie oggi note di questo genere, due sono state rinvenute in Africa orientale (precisamente in Etiopia e Tanzania) e una è endemica dell'isola di Socotra.

## Tassonomia
A dicembre 2010, si compone di tre specie:
- Afrobeata firma Wesolowska & van Harten, 1994 — Socotra
- Afrobeata latithorax Caporiacco, 1941[2] — Etiopia
- Afrobeata magnifica Wesolowska & Russell-Smith, 2000 — Tanzania